# Mary McGrory
Mary McGrory (Roslindale (Boston), 22 augustus 1918 - Washington D.C., 20 april 2004) was een Amerikaans journalist en columnist.
Ze wordt herinnerd als een links journalist en fel opponent van republikeinse presidenten. Ze versloeg sinds 1956 elke presidentsverkiezing tot aan het eind van haar carrière in 2002. Ze keek neer op het Amerikaans Congres dat ze een federaal entertainment-centrum noemde.

## Levensloop
McGrory studeerde af aan de Boston Latin Academy en begon haar carrière als boekrecensent bij de Boston Herald. In 1947 ging ze verder met een journalistieke carrière bij The Washington Star. Ze bleef trouw aan de Star ondanks de vele malen dat The Washington Post had geprobeerd haar over te halen over te stappen. Uiteindelijk deed ze dit toch toen de Star in 1981 uit de handel werd genomen en ze sindsdien voor de Post werkte tot maart 2002.
Haar bekendheid nam toe tijdens haar verslagen over de hoorzittingen van het leger vs. senator Joseph McCarthy in 1954 die werden gehouden nadat het leger McCarthy had beschuldigd zich te mengen in operaties in zijn zoektocht naar communisten, het mccarthyisme genoemd.
Ze was een fel tegenstander van de Vietnamoorlog en de regering van Richard Nixon (1953-1961). Haar felle pennenstrijd tegen de toenmalige president zorgde ervoor dat ze op zijn vijandenlijst kwam te staan. Ze schreef veel en lovend over het Kennedy-presidentschap (1961-1963). Na diens dood was ze diep geschokt en schreef ze: "we zullen nooit meer lachen." Over republikeins president George H.W. Bush schreef ze juist weer bijzonder kritisch. Hij klaagde eens over haar: "She has destroyed me over and over again."

## Erkenning
McGrory won verschillende prijzen, zoals de Pulitzerprijs voor Commentaar in 1975 voor haar artikelen over het Watergateschandaal. In 1985 werd ze onderscheiden met een eredoctoraat van het Colby College. Verder ontving ze in 1995 een Four Freedoms Award in de categorie Vrijheid van meningsuiting.
- Gemeinsame Normdatei: 1079302379
- International Standard Name Identifier: 0000 0000 3979 8153
- Library of Congress Control Number: n91108340
- SNAC: w6sx898m
- Virtual International Authority File: 4116525
- WorldCat: E39PBJyh8gd8MKrgtkDmqp3PcP